# Gliedergürteldystrophie 1H
Die Gliedergürteldystrophie 1H (LGMD1H) ist eine sehr seltene Erbkrankheit aus der Gruppe der Gliedergürteldystrophien, die autosomal-dominant vererbt wird.
Die Erkrankung wurde bisher ausschließlich bei Mitgliedern einer süditalienischen Familie in 4 Generationen beschrieben. Das verursachende Gen konnte bislang nicht identifiziert werden. Durch genomweite Kopplungsanalysen und anschließende Haplotypenanalyse wurde eine Region auf dem kurzen Arm von Chromosom 3 (3p25.1-p23) identifiziert.
Die Erkrankung manifestiert sich bei 5 der betroffenen Familienmitglieder im Erwachsenenalter zwischen dem 39. und 50. Lebensjahr. Klinisch zeigte sich eine fortschreitende proximale Muskelschwäche mit Muskelatrophien, eine Wadenhypertrophie, eine Hyporeflexie und eine erhöhte Kreatinkinase. Einige jüngere Familienmitglieder zeigten eine Wadenhypertrophie, jedoch keine Muskelschwäche. Elektromyographisch zeigten sich unspezifische myopathische Veränderungen. Die Muskelbiopsie ergab Hinweise auf eine gestörte Funktion der Mitochondrien.